# Man di

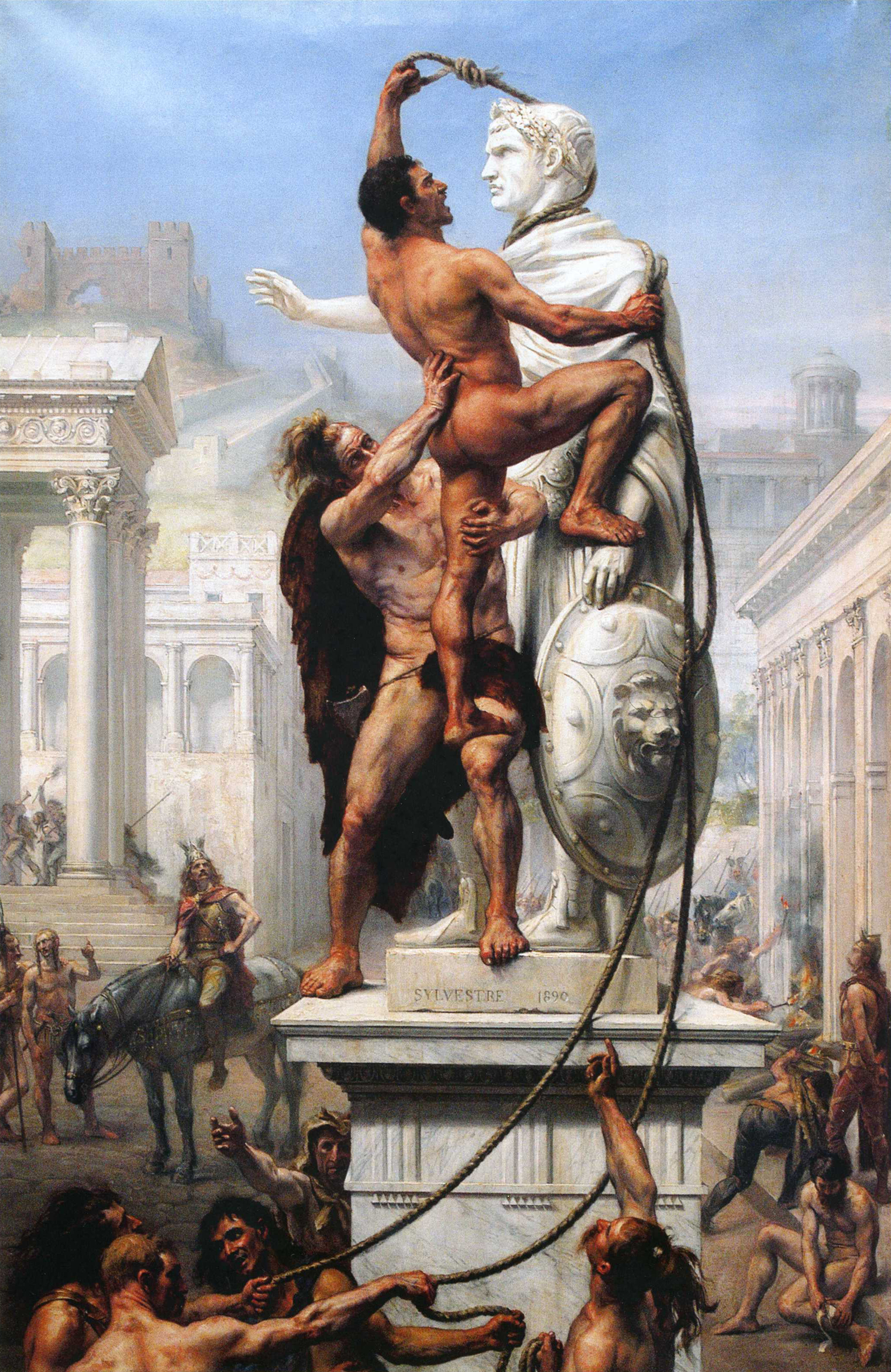

Man di (còn gọi là "man tộc", "man rợ" hay "mọi rợ", trong tiếng Hy Lạp: βάρβαρος - Barbaros) là thuật ngữ để chỉ một người hay nhóm người bị cho là thiếu văn minh hoặc còn hành xử theo kiểu nguyên thủy so với các giá trị chuẩn mực của thế giới hiện đại. Đôi khi, thuật ngữ "man di" cũng được sử dụng để nói về các nhóm văn hóa cấp thấp hơn (như dân du mục), tầng lớp xã hội thấp hơn (như tội phạm), thậm chí công dân quốc gia này đánh giá công dân quốc gia khác khi thể hiện sự chênh lệch phát triển hoặc phân biệt chủng tộc. Ngoài ra, "man di" cũng có thể là một kiểu đánh giá cá nhân khi người đó có hành vi tàn bạo, độc ác, hiếu chiến hoặc vô cảm so với các giá trị nhân quyền.